# Polipka
A Polipka (eredeti cím: Octopussy) 1983-ban bemutatott brit kalandfilm, a tizenharmadik James Bond-film, melyet az Eon Productions gyártott. A filmet John Glen rendezte, a forgatókönyvet George MacDonald Fraser, Richard Maibaum és Michael G. Wilson írta, Ian Fleming Octopussy and The Living Daylights című 1966-os novellagyűjteménye alapján. Ez volt a hatodik, Roger Moore főszereplésével készült Bond-film, egyéb fontosabb szerepekben Steven Berkoff, Louis Jourdan és Maud Adams tűnik fel. 
1983. június 6-án mutatták be, négy hónappal korábban, mint a Sean Connery főszereplésével készült, Soha ne mondd, hogy soha című nemhivatalos Bond-filmet. A Polipka 27,5 millió dolláros költségvetés mellett 187,5 millió dollár bevételt termelt. A kritikusokat megosztotta a mű: dicsérték az akciójeleneteket és a helyszíneket, de bírálták a cselekményt és a film humorát. Maud Adams címszerepbeli alakítása szintén megosztotta a kritikusokat.

## Cselekmény
|  | Alább a cselekmény részletei következnek! |

Egy bohócnak maszkírozott férfi menekül egy cirkuszból, Kelet-Berlinből. Nyomában egy késdobáló ikerpár, akik el akarják tenni láb alól, mivel a férfi egy brit titkosügynök, aki bár halálos sérülést szenved, még el tud jutni az angol nagykövetségre, és így sikerül idejuttatnia egy értékes és ritka Fabergé-ékszertojást. Hamar kiderül azonban, hogy az ékszer hamisítvány, Bond feladata kideríteni, mire bukkant néhai kollégája, s kinek és miért volt fontos az ékszertojás. Az MI6 szovjet tevékenykedést sejt a háttérben, miszerint hamis ékszerekkel akarják elárasztani a piacot, hogy ezzel nem kis vagyonra tegyenek szert. Bond felbukkan az eredeti Fabergé-tojás londoni árverésen, ahol potom félmillió angol fontért veszi meg egy száműzött afgán herceg, Kamal Khan, aki egyben köztudottan bóvli ékszerkereskedő. Mielőtt azonban az aukció véget ér, Bond egy ügyes trükkel kicseréli a valódi tojást a hamisítványra.
A nyomok Indiába vezetnek. Itt a 007-es ottani kolléga, Vijay segítségével közelebbi ismeretségbe kerül Kamallal egy ostábla-játékban, ahol csúnyán kenterbe veri, és persze megvillantja előtte az eredeti Fabergé-tojást. A kaszinóból Kamal verőlegényei, élükön Gobindával próbálják visszaszerezni a tojást sikertelenül. Ám az afgán herceg társalkodónője, Magda sikerrel jár – miközben a tojásban már el volt helyezve a poloska. Fény derül arra is, hogy Kamal szövetkezett egy őrült szovjet tábornokkal, Orlovval, aki mindazon túl, hogy megveszi tőle a hamis ékszereket, meg akarja hódítani Nyugat-Európát. A háttérben van még egy titokzatos személy: Polipka, aki az ékszercsempészet mozgatója. Bond az afgán herceg fogságából felfedezi a titokzatos szigetet, ahol csak nők vannak. Lelepleződik Polipka kiléte is: ő egy bizonyos Dexter-Smythe őrnagy lánya. Apját pont Jamesnek kellett volna elfognia árulás miatt, ám hagyta, hogy öngyilkos legyen, ezáltal méltósággal, dicsőséggel távozhatott az élők közül. Ezért Polipka hálás neki, és vendégül (és ágyasául) látja Bondot. Persze ez Kamalnak nem tetszik: bérgyilkosokat küld a szigetre, akik Vijayt megölik, a 007-essel viszont nem tudnak elbánni. Ő ezt a helyzetet kihasználva el is tűnik a szigetről.
Karl-Marx-Stadtban (a mai Chemnitz) készülődik Polipka cirkuszi társulata átutazni Nyugat-Németországba egy amerikai légitámaszpontra, ami következő előadásuk helyszíne. Orlov és Kamal Kahn a vasútállomáson berakodás közben a szokásos hamis ékszerszállítmány helyett azonban egy atombombát helyez el a kellékes ágyúban. Orlov célja, hogy felrobbantva a bázist azt hitesse el a nyugati államokban, hogy baleset volt, és miután leszerelték a NATO-védelmi vonalakat a határ mentén, a szovjet csapatok akadálytalanul előrenyomulhatnak bekebelezve egész Európát. Bond megpróbálja mindezt megakadályozni és a vonattal tart, ahol azonban Gobinda és a két késdobáló (Miska és Griska) üldözőbe veszik. A 007-es végül leesik a vonatról, végez a késdobálókkal, majd versenyt futva az idővel a bázisra tart. Közben Orlovot, aki Bondot üldözi, mert az rájött a tervére, a kelet-berlini határőrség meglövi, s belehal sérüléseibe.
A cirkusz társulata mit sem sejt a bombáról. A 007-es nagy nehezen, autót lopva érkezik meg a légi támaszpontra a rendőrök elől menekülve. Itt bohócnak álcázza magát és megpróbál a bomba közelébe jutni. Az utolsó pillanatban sikerül hatástalanítani a robbanószerkezetet. Polipka és Magda is rájött, hogy Kamal Khan átvágta őket, így ők és a hozzájuk tartozó lányok rajtaütnek Kamal palotáján, melyben Bond és Q is segít. Míg a lányok a földről, James és Q a levegőből támad egy hőlégballonnal. Kamal azonban megszökik, foglyul ejtve Polipkát, és lóval, majd repülőgéppel menekül a helyszínről. Q egyébként épp egy csapat sarokba szorított nőt ment meg hőlégballonjával, így hát a társulat lányai nagyon hálásak érte az ősz részlegvezetőnek – és nem kicsit megszeretgetik miatta. 
Bond a levegőben folytatja a harcot Kamal ellen, miután lóhátról sikerül a repülőjére ugrania. Persze ezúttal is Gobindával kell előbb megküzdenie, akit a repülő antennájával megcsap, és így az lezuhan a gépről. Bond a féklapátok lenyomásával földre kényszeríti a gépet, kimenti belőle Polipkát, akit még egy szakadék széléről is visszahúz, közben Kamal gépe a szakadék aljának ütközve robban fel. Gogol tábornok hálásan megköszönné a 007-esnek Londonban a sikeres akciót, azonban ő épp Indiában lábadozik Polipka hajóján... és annyira nem is érzi magát rosszul a szépséges nő párnái között, annak odaadó gondoskodásában...
|  | Itt a vége a cselekmény részletezésének! |

## Szereplők
| Szereplő                           | Színész          | Magyar hang            | Magyar hang            |
| Szereplő                           | Színész          | 1. szereposztás (1991) | 2. szereposztás (2000) |
| ---------------------------------- | ---------------- | ---------------------- | ---------------------- |
| James Bond                         | Roger Moore      | Láng József            | Láng József            |
| Polipka                            | Maud Adams       | Simorjay Emese         | Kerekes Viktória       |
| Kamal Khan                         | Louis Jourdan    | Mécs Károly            | Sinkovits-Vitay András |
| Magda                              | Kristina Wayborn | Andresz Kati           | Kéri Kitty             |
| Gobinda                            | Kabir Bedi       | Szabó Sipos Barnabás   | Helyey László          |
| Orlov tábornok                     | Steven Berkoff   | Áron László            | Forgács Gábor          |
| Miska                              | David Meyer      |                        | Bicskey Lukács         |
| Griska                             | Tony Meyer       | Nincs szövege          | Nincs szövege          |
| Q                                  | Desmond Llewelyn | Makay Sándor           | Makay Sándor           |
| M                                  | Robert Brown     | Izsóf Vilmos           | Cs. Németh Lajos       |
| Miss Moneypenny                    | Lois Maxwell     | Némedi Mari            | Moór Marianna          |
| Penelope Smallbone                 | Michaela Clavell |                        | Oroszlán Szonja        |
| Anatol Gogol tábornok              | Walter Gotell    | Simon György           | Maróti Gábor           |
| Vijay                              | Vijay Amritraj   |                        | Harmath Imre           |
| Sadruddin                          | Albert Moses     |                        | Koncz István           |
| Sir Frederick Gray hadügyminiszter | Geoffrey Keen    |                        | Szuhay Balázs          |
| Jim Fanning                        | Douglas Wilmer   | Tolnai Miklós          | Szokolay Ottó          |
| Amerikai tábornok                  | Bruce Boa        |                        | Dózsa László           |
| Szovjet elnök                      | Paul Hardwick    |                        | Gruber Hugó            |
| Árverésvezető                      | Philip Voss      | Versényi László        | Áron László            |